# Heinrich Kasch
Heinrich Friedrich Lorenz Kasch  (* 29. Juni 1889 in Flensburg; † 26. Februar 1941 in Timmendorfer Strand) war ein promovierter deutscher evangelisch-lutherischer Pastor und Propst in der Evangelisch-Lutherischen Landeskirche Schleswig-Holsteins, der nach anfänglicher Zugehörigkeit zu den Deutschen Christen auf die Seite der Bekennenden Kirche wechselte.

## Leben und Wirken

### Herkommen und Familie
Kaschs Vater stammte aus der Gegend um den Plöner See und kam als junger Mann nach Flensburg. Er wurde dort Lehrer und lernte eine junge Frau aus Handewitt kennen, die er heiratete und mit der er fünf Kinder bekam. Heinrich Kasch war der älteste Sohn. Der Vater verstarb früh (mit 58 Jahren), die Mutter überlebte ihn um 30 Jahre.

### Studium und Vikariat
Kasch erhielt das Reifezeugnis am Königlichen Gymnasium zu Flensburg am 8. September 1909 und studierte anschließend Evangelische Theologie in Erlangen, u. a. bei Werner Elert. Im Oktober 1913 legte er sein Erstes theologisches Examen ab. Seine Examensarbeit handelte von Wilhelm Löhes Lehre von der Kirche, die er später zu einer Inauguraldissertation zur Erlangung der Würde eines Lizentiaten der Theologie ausweitete.
Zum 1. Oktober 1914 wurde er dem Kirchenpropst Löding in Lütjenburg als Lehrvikar zugewiesen. Am 16. Oktober 1915 bestand er die Zweite theologische Prüfung und wurde am 31. Oktober 1915 in der Marienkirche in Flensburg zum Pastor ordiniert. Das königliche Konsistorium in Kiel entsandte ihn als „Provinzialvikar“ zunächst nach Flensburg (31. Oktober 1915 bis 12. Januar 1916) und dann nach Süderbrarup (13. Januar bis 13. Mai 1916), um dort den kranken Pastor Heinrich zu vertreten.

### Pastor in Nordhackstedt
Am 14. Mai 1916 wurde Kasch zum Pastor der Kirchengemeinde Nordhackstedt ernannt. Er übernahm dort auch die örtliche Schulaufsicht. Am 3. Juni 1919 legte er in Erlangen seine mündliche Lizentiaten-Prüfung ab. Am 25. September 1919 heiratete er seine Verlobte Martha Köster aus Altena in Westfalen. Zwei Söhne wurden geboren: Wilhelm Kasch 1921 und Gustav Kasch 1923. Propst Hermann Siemonsen, Flensburg, lobte die Wirksamkeit von Kasch in Nordhackstedt im Kirchenvisitationsbericht der Kirchenpropstei Flensburg vom 8. Dezember 1926 als eine „gesegnete“.

### Propst in Leck
Am 16. Oktober 1928 wurde Kasch zum Propsten der Propstei Südtondern mit Amtssitz in Leck ernannt.
Ende April 1933 lud Kasch den Gauleiter der Deutschen Christen, Pastor Adalbert Paulsen, zu einem Vortrag vor der Pastorenschaft der Propstei Südtondern ein. Er protokollierte als dessen deutschchristliche Grundgedanken: die Unantastbarkeit des überlieferten Glaubensgutes, die Verbindung von Christlichkeit und deutschem Volkstum sowie die Schaffung einer Reichskirche.
„Von den drei Anliegen galt ihm das neue Volkschristentum als das wichtigste. Die DC müssten die bisherigen Mauern zwischen Christentum und Volkstum brechen und überbrücken, doch sei damit nicht ein neues Politik- und Staatsverständnis gemeint. Für dieses deutsche Christentum wehrt er ausdrücklich jeden Rassenhaß als ‚eine Farce, eine Sinnlosigkeit‘ ab.“
Mit solcher maßvollen und eigenwilligen Deutung der Glaubensbewegung blieb Paulsen weit zurück hinter der offiziellen Linie der DC, die Anfang April auf deren erster Reichstagung artikuliert worden war.
Am 11. Juli 1933 schrieb Kasch an Pastor Paulsen, dass Pastor Reinhard Wester als „Propsteileiter der Glaubensbewegung Deutscher Christen“ zur Verfügung steht. Mit demselben Brief sandte er seine „Beitrittserklärung zu den Deutschen Christen“ an Paulsen.
Pastor Ernst Henschen berichtete später, dass Heinrich Kasch im „Frühjahr 1933“ auf einem Pastorenkonvent in Niebüll die Amtsbrüder bat, sich „in die vorliegenden Erklärungen … als Mitglieder bei den Deutschen Christen einzutragen. Es würde sicher von Seiten der DC eine große Welle der Evangelisation über unser Land hinweggehen, und es wäre schade, wenn wir dabei ausgeschlossen wären.“
Pastor Wester aus Westerland teilte seinem Propst Kasch am 18. August 1933 mit, dass er aus dieser Bewegung wieder austreten und seine Propstei nicht auf der Landessynode vertreten werde. Wann Kasch die „Glaubensbewegung Deutsche Christen“ wieder verließ, ist unbekannt.
Am 25. Oktober 1933 wurde Kasch von der Verwaltung des Propstenamtes in der Propstei Südtondern entbunden und eine Berufung in eine Pfarrstelle an der St. Jürgen-Kirche in Kiel in Aussicht genommen. Diese erfolgte am 15. November 1933.

### Pastor in Kiel
Nachdem Kaschs Versuch, Kirche und Gesellschaft, Evangelium und Vaterland zusammenzuhalten, von den neuen kirchlichen Verantwortungsträgern zurückgewiesen worden war, saßen in seinen Kieler Zeiten hin und wieder SS-Leute in seinen Gottesdiensten, um ihn abzuhören und ihm zu signalisieren, dass er als Kritiker gesehen wurde.
In der Liste der Mitglieder der Bekenntnisgemeinschaft Schleswig-Holstein ist er seit 1934 unter der Rubrik „Propstei Kiel“ aufgeführt.
Kasch nahm an der Pastorenversammlung im März 1935 in Rendsburg teil, die den Weg in die Bekennende Kirche einschlug. Er und sein Kollege Richard Schacht stellten die St. Jürgen-Kirche in Kiel für die Erste Bekenntnissynode am 17. Juli 1935 zur Verfügung. Kasch bildete Vikare mit aus, auch solche, die im Juli 1935 das Predigerseminar in Preetz aus Bekenntnisgründen verließen. Er beteiligte sich an den Zweiten theologischen Prüfungen der Bekenntnisgemeinschaft. Der Leiter der Kieler Bekenntnisgemeinschaft Johannes Moritzen erzählte: „Wenn sich über eine Sache Einvernehmen mit Lorentzen, Hansen, Kasch und Jessen herstellen ließ, dann konnte sie starten.“

### Krankheit und Tod
Im Frühjahr 1938 erkrankte Kasch an Tuberkulose und „suchte im Süden unseres Vaterlandes Heilung von derselben“. Im Frühjahr 1939 durfte er „wesentlich gebessert“ in die Gemeinde zurückkehren. Doch reichten die Kräfte trotz mancher Mitarbeit nicht zur Verwaltung des Amtes. Erst im Februar 1940 erteilte der Arzt das Attest zur Wiederaufnahme der Amtsarbeit. Doch nach kurzer Zeit wurde das Amt wieder zu schwer. Deshalb reichte Kasch im Juni 1940 das Gesuch auf Versetzung in den einstweiligen Ruhestand ein, der zum 1. August 1940 gewährt wurde „unter Belassung der Dienstbezüge und der Dienstwohnung“ bis 1. Oktober 1940.
Die Familie zog von Kiel nach Timmendorfer Strand. Der Sohn Gustav ging noch für ein knappes Jahr in Lübeck zur Schule, bevor er in Flensburg sein Abitur machte, also in das Haus seiner Großmutter in der Jürgensgaarder Straße zurückkehrte. Wilhelm Kasch hatte bereits sein Abitur gemacht, Arbeitsdienst geleistet, zwei Semester Evangelische Theologie in Erlangen studiert, bevor er zur Marine kam, bei der Flak in Kiel eingesetzt war und mit dem Überfall auf Norwegen nach Narvik kam.
Heinrich Kasch starb am 26. Februar 1941 in Timmendorfer Strand. Der Sarg mit den sterblichen Überresten wurde mit der Eisenbahn von Timmendorf nach Flensburg gebracht. Die Beerdigung fand am 1. März 1941 auf dem Adelbyer Friedhof statt. Die Trauerfeier für Heinrich Kasch hielt Propst Hermann Siemonsen, Schleswig.
Seine Witwe Martha Kasch wurde nach dem Krieg Leiterin des Theologischen Studienhauses Kieler Kloster und Trägerin der Universitätsmedaille der Christian-Albrechts-Universität zu Kiel.

## Auszeichnungen
Kasch wurde am 23. Februar 1918 das „Verdienstkreuz für Kriegshilfe“ verliehen.

## Schriften
- Wilhelm Löhes Lehre von der Kirche in ihrer Entwicklung dargestellt und beurteilt von Lic. Heinrich Kasch, Pastor in Nordhackstedt bei Flensburg, Flensburg 1920 (Inaugural-Dissertation zur Erlangung der Licentiatenwürde an der theologischen Fakultät der Universität Erlangen-Nürnberg).
- Brücke zur Ewigkeit. Ein Wegweiser zum tapferen Christenglauben für Wahrheitssucher, Breklum: Missionsbuchhandlung 1939.